# Bajo naranja
Bajo naranja (conocida como Underground Orange en  Anglo-América) es una comedia dramática estadounidense-argentina de 2024 escrita y dirigida por Michael Taylor Jackson, que también protagoniza la película junto a Sofía Gala Castiglione, Vera Spinetta, Bel Gatti y Gianluca Zonzini. La película es la ópera prima de Jackson, y fue producida por Godfrey Reggio. También cuenta con Kevin Johansen, que actúa por primera vez en un largometraje. Bajo naranja sigue a un mochilero californiano (Jackson) que se ve envuelto en una relación poliamorosa con una banda de jóvenes actores quienes conspiran para secuestrar al embajador de Estados Unidos en Argentina (Johansen). El film se estrenó en la edición 25 del BAFICI.

## Reparto
- Michael Taylor Jackson - Yanqui
- Sofía Gala Castiglione - Paty
- Vera Spinetta - Frida
- Bel Gatti - Goya
- Gianluca Zonzini - Dante
- Kevin Johansen - Embajador de Estados Unidos

## Premisa
Un mochilero californiano viaja a Buenos Aires para rendir homenaje a Hipólito Bouchard, el militar y corsario franco-argentino que conquistó su ciudad natal en 1818. Por el camino, se ve envuelto en una relación poliamorosa con una banda de jóvenes actores que conspiran para secuestrar al embajador de Estados Unidos.

## Música
El artista Montonn Jira compuso la mayor parte de la banda sonora desde su estudio en Bangkok. Otra música incluye temas de Sandro, Luis Alberto Spinetta, Litto Nebbia, Kevin Johansen y Carla Pugliese.

## Recepción
Bajo naranja se estrenó en cines en Argentina el 10 de octubre de 2024. La película se presentó en Atlas Caballito y en el Cine Gaumont con críticas favorables. Alex Lei, que escribe para Filmmaker Magazine, calificó la película no como un coming-of-age sino «un coming-of-identity». Julieta Aiello de Indie Hoy dijo, «Bajo naranja navega entre el revisionismo histórico y la denuncia, la oda a la juventud y el punk, sin dejar de ser una declaración de amor de un extranjero a nuestro país.» Luego Emiliano Basile de Escribiendo Cine opina, «Es una bocanada de aire fresco para la discusión política, la identidad sexual y la visión crítica del pasado.»
El 5 de junio de 2025, Bajo naranja comenzó un estreno comercial limitado en cines de Norteamérica, empezando en Toronto, y continuando en Nueva York en Quad Cinema, Filadelfia, Austin, Nueva Orleans, Santa Fe, Portland en Clinton Street Theater, Los Ángeles en Laemmle Theatres, y terminando en San Francisco. Gary Kramer, del San Francisco Bay Times, escribió que la película «tiene un espíritu lúdico y anárquico que permite a su reparto crear e inventar a medida que se desarrolla la trama.» Will Coviello, de Gambit, dijo que «el extraño encanto de la película es su suave intercambio cultural, más allá de fronteras e idiomas.»

## Festivales y reconocimientos
- 52.º Athens International Film and Video Festival - Nominada Mejor Largometraje
- 48.º  Frameline Film Festival - Nominada Comcast Audience Award
- 32.º  MixBrasil Festival of Diversity - Nominada Mejor Largometraje
- 29.º Festival Internacional de Cine de Kerala - Nominada Mejor Película Extranjera
- 29.º LesGaiCineMad - Nominada Mejor Película Extranjera
- 28.º Seattle Queer Film Festival
- 28.º Semana de Cine en Salta
- 25.º BAFICI - Nominada Mejor Largometraje de Vanguardia y Género
- 25.º New York Latino Film Festival - Nominada Mejor Película Extranjera
- 23.º Rome Independent Film Festival - Ganadora Mejor Película LGBTQIA+
- 22.º Tallgrass Film Festival
- 22.º Way Out West Film Fest
- 21.º Indy Film Fest
- 20.º Festival Transterritorial de Cine Underground
- 18.º Poppy Jasper International Film Festival - Ganadora Mejor Película
- 16.º Leipzig Latin American Days Festival
- 14.º Fringe Queer Film and Arts Festival - Película de apertura
- 13.º Queens World Film Festival - Ganadora Premio de Justicia Social y Mejor Ópera Prima
- 13.º Oak Cliff Film Festival - Nominada Mejor Largometraje
- 13.º Festival de Cinéma Ibérique et Latino Américain
- 11.º OUTwatch Film Festival
- 8.º Coronado Island Film Festival
- 6.º Dumbo Film Festival
- 5.º Festival Internacional de Cine Cannábico - Nominada Mejor Largometraje
- 3.º Festival Internacional de Cinema de Goiânia - Ganadora Premio del Público
- 2.º New/Next Film Festival
- Q-Fest - University of Wisconsin